# Sacrum palatium
Sacrum Palatium o Sacro Palacio (Ιερόν Παλάτιον en griego) era la denominación del palacio del emperador romano, especialmente en la época del Dominado o Bajo Imperio; y del Gran Palacio de Constantinopla y otros palacios del imperio Bizantino, como el Palacio de Rávena.
La misma denominación también se aplicó a los palacios de los reinos germánicos (Palacio de Teodorico, Palacios visigodos, Palacios carolingios) y al Sacrum Palatium Apostolicum ("Sacro Palacio Apostólico"), tanto en términos físicos (los edificios que sucesivamente se usaron de Palacio Papal -actualmente el Palacio Apostólico Vaticano-) como institucionales (Pontificalis Domus o "Casa Pontificia" -la Domus Publica romana era la residencia del Pontifex Maximus, la máxima magistratura religiosa cuya denominación, dignidad y funciones se integraron en las del emperador romano y posteriormente en las del Papa-).
Dentro de las dependencias del Sacrum Palatium romano estaba el Sacrum Cubiculum (la "sagrada alcoba" -cubiculum- o "cámara sagrada"), atendida por eunucos que en la época del Principado o Alto Imperio eran simplemente asistentes privados, pero que desde Constantino el Grande (siglo IV) se convirtieron en verdaderos funcionarios como oficios de la Corte, que desempeñaban tareas de gobierno, incluyendo importantes misiones. Sus denominaciones eran las de cubicularius, praepositus sacri cubiculi (a cuyas órdenes estaban tres decuriones, cada uno con diez silentiarii con funciones de ujier, que se fueron haciendo más importantes desde el siglo V), primicerus sacri cubiculi (mayordomo de palacio, que contaba con la asistencia de dos tabulari o contables -uno para la contabilidad del emperador y otro para la de la emperatriz-, un auditor o asistente y chartularius o secretario con su scrinium atendido por numerosos empleados), castrensis sacri palatii (a cuyas órdenes estaban los castrensiani et ministeriani organizados en tres grados, que no eran eunucos y desempeñaban las tareas menores -la pedagogia o funciones de los pajes y la curae palatiorum o mantenimiento-), comes sacrae vestis (al cargo del vestuario), sacellarius (al cargo de la caja privada), spatharios (como jefe de la guardia -existieron también espatarios en la corte visigoda, cargo que se convirtió en el de alférez real en el Reino de León-).
Los gastos del Sacrum Palatium de Constantinopla eran sufragados por rentas imperiales procedentes de Capadocia, que gestionaba un comes domorum per Capadociam.
Desde el siglo VIII entre los cubiculari o koubikoularioi se destacó a los parakoimomenos (παρακοιμώμενος -"el que duerme junto"-), como cargo de mayor confianza.